# ISO 3166-2:MW
ISO 3166-2:MW es la entrada para Malaui en ISO 3166-2, parte de los códigos de normalización ISO 3166 publicados por la Organización Internacional de Normalización (ISO), que define los códigos para los nombres de las principales subdivisiones (p.ej., provincias o estados) de todos los países codificados en ISO 3166-1.
En la actualidad, para Malaui los códigos ISO 3166-2 se definen para 28 distritos, que se agrupan en 3 regiones.
Cada código consta de dos partes, separadas por un guion. La primera parte es MW, el código ISO 3166-1 alfa-2 para Malaui. La segunda parte tiene, según el caso:
- una letra: regiones
- dos letras: distritos

## Códigos actuales
Los nombres de las subdivisiones se ordenan según el estándar ISO 3166-2 publicado por la Agencia de Mantenimiento ISO 3166 (ISO 3166/MA).
Los códigos de la ISO 639-1 se usan para representar los nombres de las subdivisiones en los siguientes idiomas oficiales:
- (en): Inglés
- (ny): Chichewa

Pulsa sobre el botón en la cabecera para ordenar cada columna.

### Regiones
| Código | Nombre de la subdivisión (en) | Nombre de la subdivisión (ny) | Nombre de la subdivisión (es) |
| ------ | ----------------------------- | ----------------------------- | ----------------------------- |
| MW-C   | Central Region                | Chapakati                     | Región Central                |
| MW-N   | Northern Region               | Chakumpoto                    | Región del Norte              |
| MW-S   | Southern Region               | Chakumwera                    | Región del Sur                |

### Distritos
| Código | Nombre de la subdivisión (es) | Nombre de la subdivisión (en, ny) | Región |
| ------ | ----------------------------- | --------------------------------- | ------ |
| MW-DE  | Dedza                         | Dedza                             | C      |
| MW-DO  | Dowa                          | Dowa                              | C      |
| MW-KS  | Kasungu                       | Kasungu                           | C      |
| MW-LI  | Lilongüe                      | Lilongüe                          | C      |
| MW-MC  | Mchinji                       | Mchinji                           | C      |
| MW-NI  | Ntchisi                       | Ntchisi                           | C      |
| MW-NK  | Nkhotakota                    | Nkhotakota                        | C      |
| MW-NU  | Ntcheu                        | Ntcheu                            | C      |
| MW-SA  | Salima                        | Salima                            | C      |
| MW-CT  | Chitipa                       | Chitipa                           | N      |
| MW-KR  | Karonga                       | Karonga                           | N      |
| MW-LK  | Likoma                        | Likoma                            | N      |
| MW-MZ  | Mzimba                        | Mzimba                            | N      |
| MW-NB  | Nkhata Bay                    | Nkhata Bay                        | N      |
| MW-RU  | Rumphi                        | Rumphi                            | N      |
| MW-BA  | Balaka                        | Balaka                            | S      |
| MW-BL  | Blantyre                      | Blantyre                          | S      |
| MW-CK  | Chikwawa                      | Chikwawa                          | S      |
| MW-CR  | Chiradzulu                    | Chiradzulu                        | S      |
| MW-MG  | Mangochi                      | Mangochi                          | S      |
| MW-MH  | Machinga                      | Machinga                          | S      |
| MW-MU  | Mulanje                       | Mulanje                           | S      |
| MW-MW  | Mwanza                        | Mwanza                            | S      |
| MW-NE  | Neno                          | Neno                              | S      |
| MW-NS  | Nsanje                        | Nsanje                            | S      |
| MW-PH  | Phalombe                      | Phalombe                          | S      |
| MW-TH  | Thyolo                        | Thyolo                            | S      |
| MW-ZO  | Zomba                         | Zomba                             | S      |

## Cambios
Los siguientes cambios de entradas han sido anunciados en los boletines de noticias emitidos por el ISO 3166/MA desde la primera publicación del ISO 3166-2 en 1998, cesando esta actividad informativa en 2013.
| Informe      | Fecha de emisión | Descripción del cambio reportado | Cambio de código o subdivisión                                         |
| ------------ | ---------------- | --- | ---------------------------------------------------------------------- |
| Boletín I-2  | 2002-05-21       | Se añaden tres distritos. Se actualiza la fuente de la lista | Subdivisiones añadidas:MW-BA Balaka MW-LK Likoma Island MW-PH Phalombe |
| Boletín II-2 | 2010-06-30       | Se añade el código prefijo del país como el primer elemento del código, se añaden los nombres en las lenguas oficiales corrección de error tipográfico, se actualizan la estructura administrativa y la fuente de la lista | Subdivisiones añadidas:MW-NE Neno                                      |